# 후안미 히메네스
후안 미구엘 히메네즈 로페즈(Juan Miguel Jiménez López, 1993년 5월 20일 코인 ~ )는 카디스에서 공격수로 뛰고 있는 스페인의 축구 선수다.